# Tereza Havelková
Tereza Havelková (* 1988) je česká reprezentantka ve sportovním rybolovu a několikanásobná mistryně světa v rybolovné technice z MO ČRS Písek.

V roce 2007 maturovala na střední uměleckoprůmyslové škole v Praze – obor tvarování dřeva a řezbářství.

## Výkony a ocenění
- v letech 2013-2016 získala na mistrovství světa 20 medailí (8/6/6)

### Závodní výsledky
| Mistrovství světa       | Mistrovství světa | Mistrovství světa | Mistrovství světa | Mistrovství světa |
| Disciplíny / Rok        | 2013              | 2014              | 2015              | 2016              |
| ----------------------- | ----------------- | ----------------- | ----------------- | ----------------- |
| D1 Muška na cíl         | 3                 | 7                 | 2                 | 4                 |
| D2 Muška dálka jednoruč | 7                 | 8                 | 8                 | 5                 |
| D3 Zátěž arenberg       | 3                 | 3                 | 1                 | 2                 |
| D4 Zátěž na cíl         | 1                 | 9                 | 4                 | 1                 |
| D5 Zátěž dálka jednoruč | 8                 | 7                 | 2                 | 2                 |
| D8 Multi na cíl         | 5                 | —                 | 7                 | 11                |
| D9 Multi dálka obouruč  | 8                 | —                 | 1                 | 8                 |
|                         |                   |                   |                   |                   |
| Pětiboj                 | 3                 | 6                 | 2                 | 1                 |
| Sedmiboj                | 5                 | —                 | 3                 | 3                 |
| Družstva                | 1                 | 1                 | 1                 | 2                 |